# Ici Armorique
Ici Armorique, anciennement France Bleu  Armorique, est l'une des stations de radio généraliste du réseau Ici de Radio France. Elle a pour zone de service l'Ille-et-Vilaine, les Côtes-d'Armor et le Morbihan. Une partie de ces deux derniers départements se situe sur la zone de service de France Bleu Breizh Izel à Quimper (Finistère).
Le 4 septembre 2000, les radios locales de Radio France sont réunies dans le réseau France Bleu qui fournit un programme commun national que reprennent les programmes locaux des stations en régions.

## Historique
France Bleu Armorique trouve ses racines au tout début de l'aventure radiophonique en France. C'est en 1926 en Bretagne qu'est installé, au Palais du Commerce de Rennes, le premier émetteur de Radio Rennes-PTT. Il relaie le programme de l'École Supérieure des PTT. La première des émissions régulières est réalisée le 1er juin 1927 à 18h00. L'ouverture d'antenne se fait avec un morceau traditionnel breton La dérobée de Guingamp.
En 1933, le 3e étage de l'aile ouest du bâtiment est attribué au service radio des PTT. Il comprend deux studios, une cabine speaker, des locaux techniques et des bureaux. Des studios sont créés à Brest, Angers et Nantes. La station est alors nommée Radio Bretagne.
En 1939, lors de la déclaration de guerre, les orchestres nationaux et les chorales de la radio nationale se réfugient à Rennes.
En juin 1940 les troupes allemandes s'emparent de Radio Bretagne. Dès le mois de novembre suivant les émissions de Radio Rennes Bretagne reprennent sous contrôle allemand. Les autres stations régionales françaises reprennent uniquement les émissions de Radio Paris.
Le 4 août 1944 Rennes est libérée. Radio Rennes Bretagne avait cessé d'émettre quelques jours plus tôt le 1er août. En fuyant, les Allemands avaient détruit les émetteurs, mais rapidement le 19 août 1944 à 19h00 les techniciens remettent en route un émetteur. Les émissions de Radio Rennes - Radio Bretagne, les premières émissions radio de la France libérée, sont diffusées depuis un studio mobile de l'armée américaine.
Le 29 mars 1945, les stations françaises passent sous l'administration de la Radio Diffusion Française (RDF).
En 1959 la Radio Télévision Française (RTF), remplace la RDF.
À partir de 1963 les émissions de Radio Rennes - Radio Bretagne sont diffusées depuis la "Maison de la Radio" (actuellement France 3 Bretagne) au 9 avenue Janvier à Rennes.
Le 27 juin 1964, la RTF prend le nom d'Office de Radio-Télévision Française (ORTF).
En 1975 à la suite de l'éclatement de l'ORTF, FR3 prend en charge les radios régionales dont Radio Rennes - Radio Bretagne qui devient en 1976 Radio Armorique. La station dispose également d'un studio situé dans la mairie de Vannes, - a l'emplacement actuel de la Police Municipale - avec un décrochage local pour l'information dans le Morbihan, tache confiée à Michel De Galzain journaliste et écrivain. Une antenne sur le toit permet d'envoyer le signal vers l'émetteur TDF de Moustoir'Ac.
Le 1er janvier 1983, FR3 cède ces stations à Radio France. Radio Armorique change à nouveau de nom en 1984. Elle se nomme alors Radio France Armorique.
En juin 1995 les studios quittent l'ex "Maison de la Radio" et rejoignent le 14 avenue Janvier.
Le 4 septembre 2000 le réseau des radios locales de Radio France est nommé France Bleu. Radio France Armorique est baptisée France Bleu Armorique. Ce même jour est ouvert le site Internet de la station. La version 2 de ce site est mise en ligne le lundi 8 août 2005 : francebleu.fr.

### Historique des logos

Logo de Radio France Armorique dans les années 1990
Logo de France Bleu Armorique de 2005 au 26 août 2015
Logo de France Bleu Armorique depuis le 26 août 2015

### 2004-2008
- Sul gouel ha bemdez, l'émission hebdomadaire en langue bretonne de 2 heures, quitte son créneau du jeudi soir de 19 h 15 à 21 h 15. Elle est réduite à une heure et occupe désormais la tranche horaire dominicale de 12 h 00 à 13 h 00 en septembre 2004. En septembre 2006, elle s'installe sur le créneau 18h08 - 19h00. Un magazine bilingue breton français quotidien (lundi à vendredi) est lancé à l'antenne en septembre 2004. Il est diffusé deux fois chaque jour. En septembre 2006, deux autres chroniques bilingues font leur apparition sur l'antenne.
- En septembre 2004 la direction de France Bleu National intègre dans tous les programmes régionaux, la diffusion quotidienne d'une émission parisienne entre 12 h 30 et 14 h 00, animée par un ex-animateur vedette de TV, Patrick Sabatier. Il quittera ses fonctions en juin 2007.
- En 2008, France Bleu Armorique fête ses 25 ans. Les responsables de la station ont choisi de fêter l'intégration au réseau Radio France en 1983.
- En 2013, France Bleu Armorique fête ses 30 ans.
- En 2018, la station fête ses 35 ans[1].

## Identité de la station

### Siège local
Le siège local est à Rennes, 9 avenue Janvier.

## Diffusion
France Bleu Armorique diffuse en direction de la Haute-Bretagne (Côte d'Armor, Ille-et-Vilaine et Morbihan) via les émetteurs suivants :
Dans les Côtes-d'Armor
- Châtelaudren
- Pléneuf-Val-André
- Quintin
- Saint-Brieuc

Dans l'Ille-et-Vilaine
- Rennes / Haute-Bretagne
- Fougères
- Redon
- Vitré

Dans le Morbihan
- Josselin
- La Roche-Bernard
- Rohan
- Vannes